# Scaccia
La scaccia (pluriel : scacce) ou scacciata est un pain plat farci italien issu de la cuisine sicilienne. La scaccia est faite d'une très fine couche rectangulaire de pâte, repliée sur elle-même trois ou quatre fois. Elle peut être farcie avec différents ingrédients, les variantes les plus courantes étant la ricotta et l'oignon, le fromage et la tomate, la tomate et l'oignon, ou la tomate et l'aubergine, selon le lieu, le goût ou la saison. Elle est cuite au four et peut être consommée chaude ou froide.
Scacciata dérive du mot sicilien qui signifie « chasser », équivalent du mot italien schiacciata qui signifie « écraser ou aplatir ». On trouve la scaccia à Raguse et à Syracuse,,,,, ainsi que dans certaines communautés siciliennes américaines (notamment à Middletown, dans le Connecticut),,.